# Red Bull RB6
Der Red Bull RB6 ist der sechste Formel-1-Rennwagen von Red Bull Racing. Er nahm an allen 19 Rennen der Formel-1-Saison 2010 teil. Mit diesem Rennwagen sicherte sich Sebastian Vettel seine erste Weltmeisterschaft, sowie Red Bull Racing die erste Konstrukteursmeisterschaft.

## Technik und Entwicklung
Der RB6 ist die konsequente Weiterentwicklung des RB5, mit dem Sebastian Vettel 2009 die Vizeweltmeisterschaft in der Formel-1-Weltmeisterschaft errang. Der RB6 wurde von Adrian Newey konstruiert, der wie im Vorjahr auf das 2,4-Liter-Renault-V8-Agreggat als Motor zurückgreifen konnte. Vor dem zweiten Saisonrennen, dem Großen Preis von Australien, kamen Gerüchte auf, im RB6 käme eine aktive Aufhängung zum Einsatz, die per Reglement eigentlich verboten war. Trotz der Vermutung anderer Teams, die Stoßdämpferflüssigkeit würde sich erst nach dem Qualifikationstraining ausdehnen und den Fahrern daher ermöglichen im Training mit flacherem Auto zu fahren, hat die FIA nicht reagiert. Ein offizieller Protest lag nicht vor.

## Fahrer
Für die Saison 2010 hielt Red Bull an den Vorjahresfahrern, Sebastian Vettel und Mark Webber, fest. Testfahrer waren David Coulthard, Brendon Hartley und Daniel Ricciardo.

## Saison 2010
Bei den ersten sieben Rennen der Saison stand immer ein RB6 auf der Pole-Position. In Bahrain, Australien und China stand Vettel auf dem besten Startplatz. Beim Großen Preis von Malaysia, Großen Preis von Spanien, Großen Preis von Monaco, Großen Preis der Türkei erreichte Mark Webber die erste Position im Training. Beim neunten Grand Prix des Jahres, dem Großen Preis von Europa, erreichte Sebastian Vettel eine weitere Pole-Position, was für den RB6 die achte Pole-Position im neunten Rennen bedeutete.
Nach technischen Problemen am Auto von Sebastian Vettel bei den ersten beiden Rennen, die zwei mögliche Siege des Deutschen verhinderten, feierte Red Bull in Malaysia in der Reihenfolge Vettel vor Webber, einen Doppelsieg. Mark Webber siegte bei den Rennen in Spanien und Monaco, sowie Sebastian Vettel beim Großen Preis von Europa.
Mit einem Doppelsieg im zweitletzten Saisonrennen, dem Großen Preis von Brasilien, mit Vettel vor Webber, gewann Red Bull vorzeitig den Konstrukteursweltmeistertitel mit dem RB6. Im letzten Saisonrennen, dem Großen Preis von Abu Dhabi, wurde Vettel mit einem Sieg zum bisher jüngsten Formel-1-Weltmeister.

## Lackierung und Sponsoring
Der RB6 war überwiegend in den Farben Dunkelblau, Gelb sowie Rot lackiert. Auf dem Fahrzeug waren die Sponsoren Bridgestone, LG, Pepe Jeans, Rauch, Red Bull, Renault und Total zu sehen.

## Ergebnisse
| Fahrer               | Nr.                  | 1 | 2   | 3 | 4 | 5 | 6 | 7   | 8 | 9   | 10 | 11 | 12 | 13 | 14 | 15 | 16 | 17  | 18 | 19 | Punkte | Rang |
| -------------------- | -------------------- | - | --- | - | - | - | - | --- | - | --- | -- | -- | -- | -- | -- | -- | -- | --- | -- | -- | ------ | ---- |
| Formel-1-Saison 2010 | Formel-1-Saison 2010 |   |     |   |   |   |   |     |   |     |    |    |    |    |    |    |    |     |    |    | 498    | 1.   |
| S. Vettel            | 5                    | 4 | DNF | 1 | 6 | 3 | 2 | DNF | 4 | 1   | 7  | 3  | 3  | 15 | 4  | 2  | 1  | DNF | 1  | 1  | 498    | 1.   |
| M. Webber            | 6                    | 8 | 9   | 2 | 8 | 1 | 1 | 3   | 5 | DNF | 1  | 6  | 1  | 2  | 6  | 3  | 2  | DNF | 2  | 8  | 498    | 1.   |

| Legende  | Legende            | Legende                                                          |
| Farbe    | Abkürzung          | Bedeutung                                                        |
| -------- | ------------------ | ---------------------------------------------------------------- |
| Gold     | –                  | Sieg                                                             |
| Silber   | –                  | 2. Platz                                                         |
| Bronze   | –                  | 3. Platz                                                         |
| Grün     | –                  | Platzierung in den Punkten                                       |
| Blau     | –                  | Klassifiziert außerhalb der Punkteränge                          |
| Violett  | DNF                | Rennen nicht beendet (did not finish)                            |
| Violett  | NC                 | nicht klassifiziert (not classified)                             |
| Rot      | DNQ                | nicht qualifiziert (did not qualify)                             |
| Rot      | DNPQ               | in Vorqualifikation gescheitert (did not pre-qualify)            |
| Schwarz  | DSQ                | disqualifiziert (disqualified)                                   |
| Weiß     | DNS                | nicht am Start (did not start)                                   |
| Weiß     | WD                 | zurückgezogen (withdrawn)                                        |
| Hellblau | PO                 | nur am Training teilgenommen (practiced only)                    |
| Hellblau | TD                 | Freitags-Testfahrer (test driver)                                |
| ohne     | DNP                | nicht am Training teilgenommen (did not practice)                |
| ohne     | INJ                | verletzt oder krank (injured)                                    |
| ohne     | EX                 | ausgeschlossen (excluded)                                        |
| ohne     | DNA                | nicht erschienen (did not arrive)                                |
| ohne     | C                  | Rennen abgesagt (cancelled)                                      |
| ohne     | keine WM-Teilnahme |                                                                  |
| sonstige | P/fett             | Pole-Position                                                    |
| sonstige | 1/2/3/4/5/6/7/8    | Punktplatzierung im Sprint-/Qualifikationsrennen                 |
| sonstige | SR/kursiv          | Schnellste Rennrunde                                             |
| sonstige | *                  | nicht im Ziel, aufgrund der zurückgelegten Distanz aber gewertet |
| sonstige | ()                 | Streichresultate                                                 |
| sonstige | unterstrichen      | Führender in der Gesamtwertung                                   |

## Verbleib nach der Saison
Ein Exemplar des RB6 ist im Hangar-7, einem Multifunktionsgebäude am Flughafen Salzburg, ausgestellt.